# 1555

## أحداث
- 25 مارس: تأسيس مدينة بلنسية وتقع حاليا في فنزويلا.
- نهاية الحرب العثمانية الصفوية في 1555 والتي بدأت في 1532.
- ثم تمكن السلطان سليمان القانوني من تخليص قطر من الاستعمار البرتغالي.

## مواليد
- إدوارد كيلي
- إسرائيل بن موسى النجارة
- لانسلوت أندروز

## وفيات
- جورجيوس أغريكولا
- خوانا الأولى
- هنري الثاني ملك نافار
- بيري رئيس بحار وراسم خرائط تركي. (ولد 1470 م).